# Noctitrella mjobergi
Noctitrella mjobergi är en insektsart som först beskrevs av Lucien Chopard 1930.  Noctitrella mjobergi ingår i släktet Noctitrella och familjen syrsor. Inga underarter finns listade i Catalogue of Life.